# Rassemblement démocratique sénégalais
Pour les articles homonymes, voir Rassemblement démocratique.
Le Rassemblement démocratique sénégalais (RDS) est un parti politique sénégalais, dirigé par Abdou Latif Guèye.

## Histoire
Le RDS a été fondé par son père, Abbas Guèye, un leader de la CGT, ancien membre député, d'abord proche de Léopold Sédar Senghor. La rupture avec celui dans le contexte des élections législatives de 1956 l'a conduit à fonder son propre parti.
Il a obtenu une reconnaissance légale le 9 mai 2000.

## Orientation
Les objectifs explicites du parti sont « de regrouper en son sein des citoyens sénégalais partageant les mêmes idéaux de paix, de justice, de démocratie, dans le respect des lois républicaines, telles que garanties par la Constitution du Sénégal ; de permettre à tous ses membres, quelle que soit leur appartenance ethnique ou religieuse de participer librement à toutes les activités du RDS, dans le respect des statuts de ce dernier ; d'œuvrer avec tous les Sénégalais qui se reconnaissent dans les préoccupations du RDS à la conquête démocratique du pouvoir, à travers des activités politiques routinières de sensibilisation des populations sur son projet de société, assorties d'une implication active aux différents scrutins organisés tant au niveau local que national ».
Le RDS a soutenu Abdoulaye Wade lors de l'élection présidentielle de 2007.

## Symboles
Sa couleur est le mauve, son emblème est le tigre.

## Organisation
Le siège du parti se trouve à Dakar.